# Bai Yansong
Bai Yansong (chinês: 白岩松, pinyin: Bái Yánsōng; nascido em 20 de agosto de 1968) é um comentarista de notícias chinês, âncora e jornalista da Televisão Central da China (CCTV). Ele se tornou uma das figuras mais reconhecidas na China, servindo como âncora principal em histórias como as Olimpíadas de Sydney e o terremoto de Sichuan em 2008. Bai trabalhou na indústria jornalística antes de passar para as notícias na televisão e acabou se tornando âncora da Focus Report e da Oriental Horizon, onde tinha reputação de jornalista politicamente incisivo. Durante seu tempo com a CCTV, Bai esteve envolvido no estabelecimento de vários programas de comentários de notícias, incluindo Timeline e News 1 + 1, o primeiro programa de comentário de notícias ao vivo na China. Ele também foi o âncora de vários programas de notícias e foi o apresentador do talk show Tell Iot Like It Is.
Nascido na Mongólia Interior, ele morou em um campus universitário com seus pais, que eram professores, e se formaram no Beijing Broadcasting Institute antes de iniciar sua carreira no jornalismo. Bai cobriu extensivamente as relações diplomáticas entre a China e o Japão durante seu mandato na CCTV e faz parte de um grupo de consultoria política que assessora os dois países sobre as relações sino-japonesas. Ele trabalha para promover a reforma política por meio de sua posição na mídia, e reportagens críticas sobre seus programas foram suprimidas pelos censores do governo pelo menos uma vez. Como humanitário, Bai está envolvida no apoio aos esforços de socorro após o terremoto de Sichuan e na promoção de esforços contra o HIV/AIDS.

## Infância e educação
Bai nasceu em Hulunbuir, Mongólia Interior, em 20 de agosto de 1968. Seus pais eram intelectuais na Mongólia Interior e seu pai havia sido condenado como "anti-revolucionário" quando a China estava sob a liderança de Mao Zedong. Os pais de Bai eram professores e ele cresceu no campus de uma universidade durante seu tempo na Mongólia Interior. Bai mais tarde se formou no Beijing Broadcasting Institute em 1989.

## Carreira
Bai começou sua carreira jornalística trabalhando para o China Broadcasting Newspaper da Central People's Broadcasting Station, mas não se considerava adequado para notícias na televisão. Ele ajudou a fundar o programa Oriental Horizon da CCTV e foi escolhido para ser âncora regular do programa em janeiro de 1996, compartilhando o cargo com vários outros jornalistas. Junto com seus co-âncoras, Bai era visto como politicamente incisivo e seu trabalho em Oriental Horizon lhe rendeu notoriedade nacional como apresentador de televisão. Ele apresentou o primeiro talk show na China, Tell It Like It Is, ao lado de Shui Junyi e Cui Yongyuan e outros apresentadores de notícias populares.
Ele se tornou âncora do Focus Report na China Central Television quando este era o único programa de comentários de notícias na China. Durante o seu tempo como âncora, Bai cobriu notícias como a transferência de Hong Kong e Macau, o 50º aniversário da República Popular da China e as Olimpíadas de Sydney, tornando-se uma das figuras mais reconhecidas na China. Ele também estabeleceu vários programas de notícias sobre CCTV, como Timeline, modelado após Nightline de Ted Koppel na ABC News. A reportagem de Bai foi o assunto principal de um livro sobre Focus Report que foi escrito pelo produtor do programa. News 1 + 1, outro programa de notícias iniciado por Bai, foi o primeiro programa de comentário de notícias ao vivo na China.

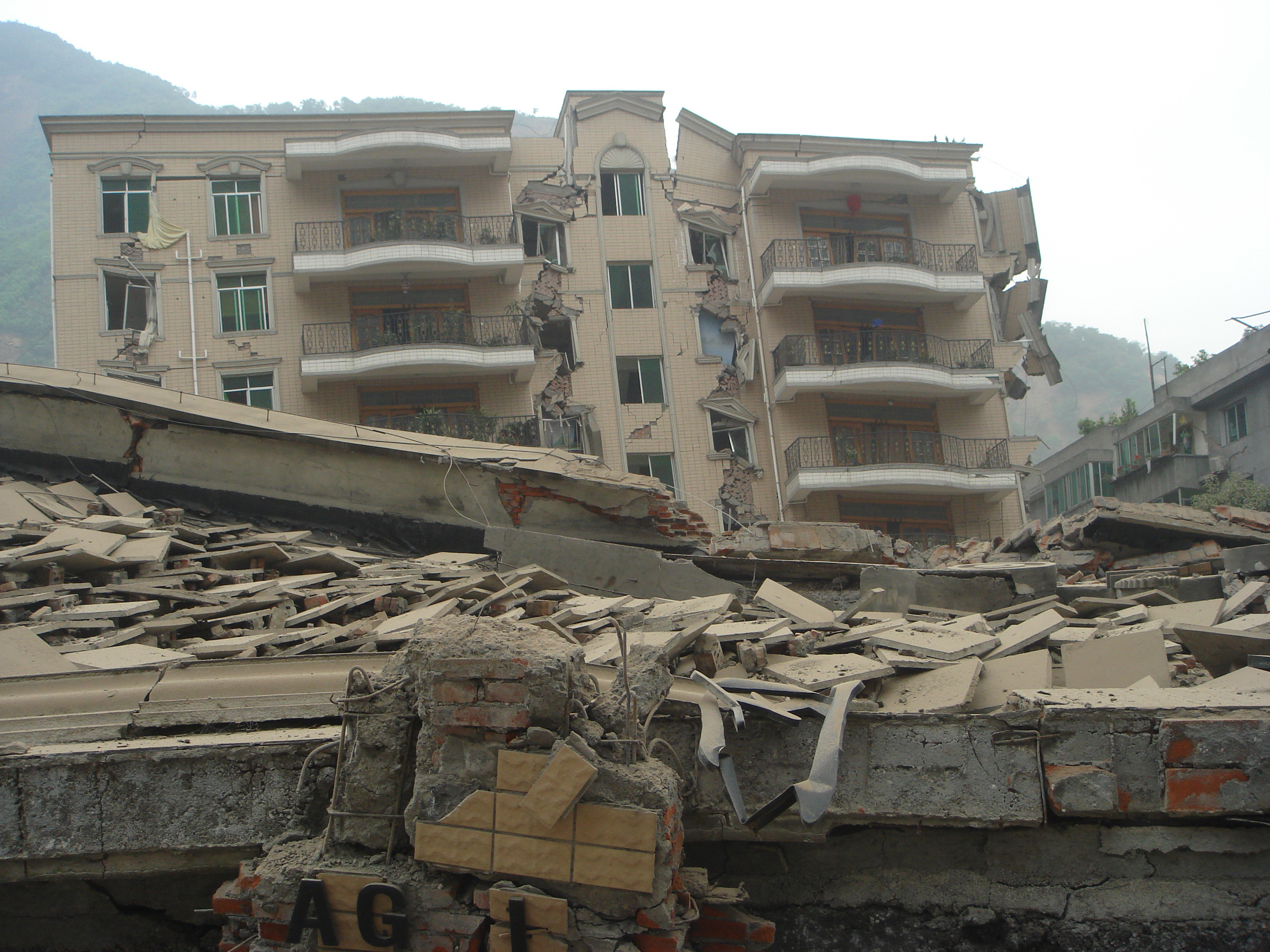
Durante o terremoto de Sichuan em 2008, Bai Yansong foi a âncora principal da CCTV.

Em meio a laços acirrados entre a China e o Japão, Bai filmou um documentário para a CCTV em 2007 com foco na cultura japonesa e no início da história das relações sino-japonesas. Ele havia proposto filmar a peça um ano antes, mas diz que foi considerada muito sensível ao ar até que as relações melhoraram. Bai mais tarde presidiu um fórum sobre as relações sino-japonesas, que incluiu funcionários de nível ministerial do Japão e da China, e discutiu questões como gastos militares e o Tibete.
Durante o terremoto de Sichuan, Bai serviu como âncora principal e mais tarde observou a importância da cobertura aberta da mídia chinesa sobre o desastre, declarando "desta vez, não é uma simples cobertura ao vivo". Sua reportagem sobre o terremoto foi elogiada pelo editor da CCTV, Xiong Qu, por sua entrega, com Xiong dizendo que Bai "resistiu ao teste" como principal âncora da China.
Algumas das reportagens nos programas de Bai enfrentaram oposição dos censores do governo. Depois que um programa que Bai iria ao ar em uma fábrica de produtos químicos em Dalian foi cancelado pelos censores, Bai comentou em seu blog para criticar a decisão de cancelar o artigo, o que levou ao bloqueio de sua conta. Dong Qian, co-âncora do programa News 1 + 1 de Bai, foi temporariamente retirado do ar depois que Bo Xilai conversou com o presidente da CCTV sobre um artigo no programa que destacava sérias preocupações sobre a natureza da campanha anticorrupção de Bo em Chongqing.

## Política
Haiqing Yu identificou Bai como sendo parte da primeira geração de jornalistas chineses a adotar uma abordagem externa ao jornalismo, ao contrário das gerações anteriores, que viam seu papel como sendo o de apoiar o Partido e o governo. Bai afirmou que tenta usar sua posição na mídia de notícias para ajudar a instigar reformas políticas e promover ideais democráticos na China e apóia as reformas do mercado liberal da mídia controlada pelo governo. Ele argumenta que a mídia é mais receptiva às necessidades públicas quando está sujeita às forças do mercado, mas acredita que a reforma das notícias só pode avançar junto com a reforma política. Em um comentário para o The Beijing News, Bai argumentou que garantir a racionalidade no governo dependia de levar a China ainda mais em direção ao Estado de Direito.
Quando os partidários da independência tibetana que interromperam o revezamento da tocha olímpica em Paris estimularam o boicote a varejistas franceses na China, como Carrefour e Louis Vuitton, Bai se opôs ao boicote online. Ele encorajou os proponentes de um boicote a ficarem calmos e considerarem as consequências para os cidadãos chineses que trabalham nos varejistas afetados.
Bai também é membro do Comitê do Século 21 para a Amizade China-Japão, um grupo que consulta os dois países sobre as políticas relativas às suas relações mútuas. Após uma reunião do grupo em 2008, ele falou com aprovação de um discurso do então primeiro-ministro japonês Yasuo Fukuda por enfatizar uma visão coletiva de seus interesses, afirmando que "Para as relações sino-japonesas, não é mais a questão de 'Você' e Eu'. Agora somos uma comunidade de interesses com os pés na Ásia e enfrentando o mundo juntos." Após as manifestações antijaponesas sobre a disputa nas ilhas do Mar da China Oriental, Bai denunciou os atos de violência durante os protestos como crimes sob o pretexto de patriotismo.

## Humanitarismo
Bai serviu como porta-voz dos esforços contra o HIV/AIDS na China. Ele foi nomeado Embaixador da Imagem do Projeto de Educação para a Prevenção da AIDS para Jovens Chineses após o estabelecimento do projeto e serviu como embaixador da China Red Ribbon Foundation. Como embaixador da CRRF, Bai participou de uma gala que o grupo organizou para promover esforços contra a AIDS na véspera do 25º Dia Mundial da AIDS . Durante a gala, Bai deu entrevistas no palco com o Ministro da Saúde chinês, o Diretor Executivo do CRRF e o Gerente Geral do Fundo Global.
Após o terremoto de Sichuan, Bai apresentou um programa ao vivo junto com outros anfitriões da CCTV, a fim de arrecadar fundos para a ajuda humanitária. Ele também deu uma demonstração de apoio às vítimas quando carregava a tocha olímpica para o revezamento das Olimpíadas de 2008.